# Berg-Feldwespe
Die Berg-Feldwespe (Polistes biglumis) ist ein Hautflügler aus der Familie der Faltenwespen (Vespidae).

## Merkmale
Die Tiere erreichen eine Körperlänge von bis zu 16 Millimetern (Königin), 14 Millimetern (Arbeiterin) bzw. 15 Millimetern (Männchen). Wie auch die übrigen Feldwespen sind sie schwarz-gelb gezeichnet. Die Zeichnung am Clypeus kann dabei variieren. Die Art ist den Weibchen der Zierlichen Feldwespe (Polistes bischoffi) sehr ähnlich. Ähnlich ist außerdem die erst 2014 von dieser abgetrennte Polistes albellus. Die Berg-Feldwespe ist eine verhältnismäßig große, dunkel gefärbte Art, bei deren Fühlern das zweite Glied (Pedicellus) sowie das Flagellum bei beiden Geschlechtern dorsal schwarz gefärbt ist. Bei den Weibchen ist die Epicnemialnaht deutlich erkennbar. Das Hypopygium, die Hüften (Coxen) der hinteren Beine und das Mesoscutum sind schwarz. Das Propodeum ist seitlich schwarz, gelegentlich trägt es einen kleinen gelben Fleck. Bei den Männchen sind die Wangen von dorsal gesehen convex, das Epicnemium und das Mesosternum sind gelb.

## Vorkommen
Die Art ist in Nordafrika, Süd- und Mitteleuropa und dem Süden Skandinaviens, östlich bis nach Zentralasien verbreitet. Sie besiedelt temperaturbegünstigte, südseitige Lebensräume. Die Tiere kommen von Mai bis September vor. Sie sind im Süden Mitteleuropas verbreitet bis häufig anzutreffen.

## Lebensweise
Das Nest wird nahe am Boden an Steinen oder Pflanzenstängeln gebaut. Die Wabe kann bis zu 100, maximal 150 Zellen umfassen. Die Zelldeckel sind zunächst weiß, verfärben sich aber nach etwa einem Tag schwarzbraun.

## Krankheiten und Parasiten
Die Kuckuckswespe Polistes atrimandibulis parasitiert die Art.

## Synonyme
- Vespa biglumis Linnaeus, 1758[3]
- Vespa rupestris Linnaeus, 1758[3]
- Vespa bimaculata Geoffroy in Fourcroy, 1785[3]
- Polistes dubia Kohl, 1898[3]